# Narodowe Muzeum Antropologiczne (Madryt)
Narodowe Muzeum Antropologiczne (Museo Nacional de Antropología) – hiszpańskie muzeum, mieszczące się w Madrycie przy ulicy Alfonsa XII. Jest pierwszym muzeum antropologicznym otwartym w Hiszpanii. Jego kolekcja obejmuje obiekty z pięciu kontynentów. Inauguracja placówki miała miejsce w 1875 r., kiedy to w obecnym budynku król Alfons XII otworzył Muzeum Anatomii. Dziś muzeum zarządza Ministerstwo Edukacji, Kultury i Sportu.

## Historia
Inicjatorem pomysłu otworzenia muzeum był lekarz z Segowii, Pedro González Velasco (1815-1882), który zapragnął zorganizować przestrzeń wystawienniczą dla swojej kolekcji na wzór British Museum w Londynie. Budynek, stanowiący zarazem siedzibę muzeum, jak i rezydencję Velasco, powstał w latach 1873-75; lekarz przeznaczył na niego wszystkie swoje dochody. Po jego śmierci w 1887 r. budynek i kolekcję odkupiło od wdowy państwo. Budynek przejęło Narodowe Muzeum Przyrodnicze i przeznaczyło go dla Sekcji Antropologii, Etnografii i Prehistorii. Kolekcję systematycznie powiększano dzięki różnej maści darowiznom i znaleziskom z kolejnych ekspedycji. W 1910 r. muzeum zostało wydzielone jako niezależna placówka. Dzisiejszą formę Narodowego Muzeum Antropologii przybrało w 1940 r. w wyniku ustalania nowego porządku w instytucjach państwowych po wojnie domowej.

## Kolekcja
Początkowo kolekcja skupiała się na antropologii fizycznej, dziś zdecydowanie szerzej reprezentowana jest antropologia społeczna i kulturowa. Na kolekcję składa się ponad 21 000 obiektów, z czego na stałe wystawione jest 1 100 (obiekty z działów Oceania i Europa nie są prezentowane na wystawach stałych). W latach 2004–2008 przeprowadzono całkowitą rearanżację kolekcji. Prezentowana jest ona na trzech poziomach budynku.

### Poziom pierwszy: Azja, antropologia fizyczna, wystawy czasowe
Pierwotnym jądrem kolekcji był zbiór 500 czaszek, zebrany przez doktora Velasco, z czasem rozbudowany o zdeformowane czaszki z Peru i Boliwii, szkielet Giganta z Estremadury, czy szkielety małp człekokształtnych (niektóre z tych obiektów prezentowane są w sali „Orígenes” na parterze). Kolekcja azjatycka składa się ze znalezisk z trzech obszarów: Filipin, Indii i Dalekiego Wschodu. Wyróżnia się w niej zbiór eksponatów z Afganistanu, Turcji i Kurdystanu, niespotykana w publicznych kolekcjach w Hiszpanii. Kolekcja prezentowana jest chronologicznie (od VI w. AD po czasy współczesne) i dzieli się na dwie sale: Filipiny i Religie Wschodu (hinduizm, buddyzm i islam). Kolekcja filipińska w dużej mierze wywodzi się z Wystawy Generalnej Wysp Filipińskich, zorganizowanej w 1887 r. w Madrycie (Filipiny były w tym czasie częścią imperium hiszpańskiego).

### Poziom drugi: Afryka
Najliczniejszą część kolekcji stanowią eksponaty z dawnych hiszpańskich kolonii: północnego Maroka, Hiszpańskiej Afryki Zachodniej oraz Gwinei Równikowej. Rdzeniem kolekcji są eksponaty zgromadzone podczas ekspedycji z końca XIX w., mających na celu zbadanie kolonii, przyznanych Hiszpanii na Konferencji Berlińskiej oraz poznanie organizacji kolonii innych państw europejskich.

### Poziom trzeci: Ameryka
Bardzo niejednorodna kolekcja, w której wyraźnie dominują eksponaty z Mezoameryki i Amazonii, a rozległe tereny Brazylii są wyraźnie niedoreprezentowane. Większa część kolekcji jest owocem ekspedycji Komisji Naukowej Pacyfiku, podjętej w 1862 r. Ekspedycja ta przywiozła do Hiszpanii ogromną kolekcję znalezisk, dziś prezentowanych w trzech muzeach (prócz Narodowego Muzeum Antropologii także w Muzeum Ameryki i Muzeum Nauk Przyrodniczych).

## Galeria

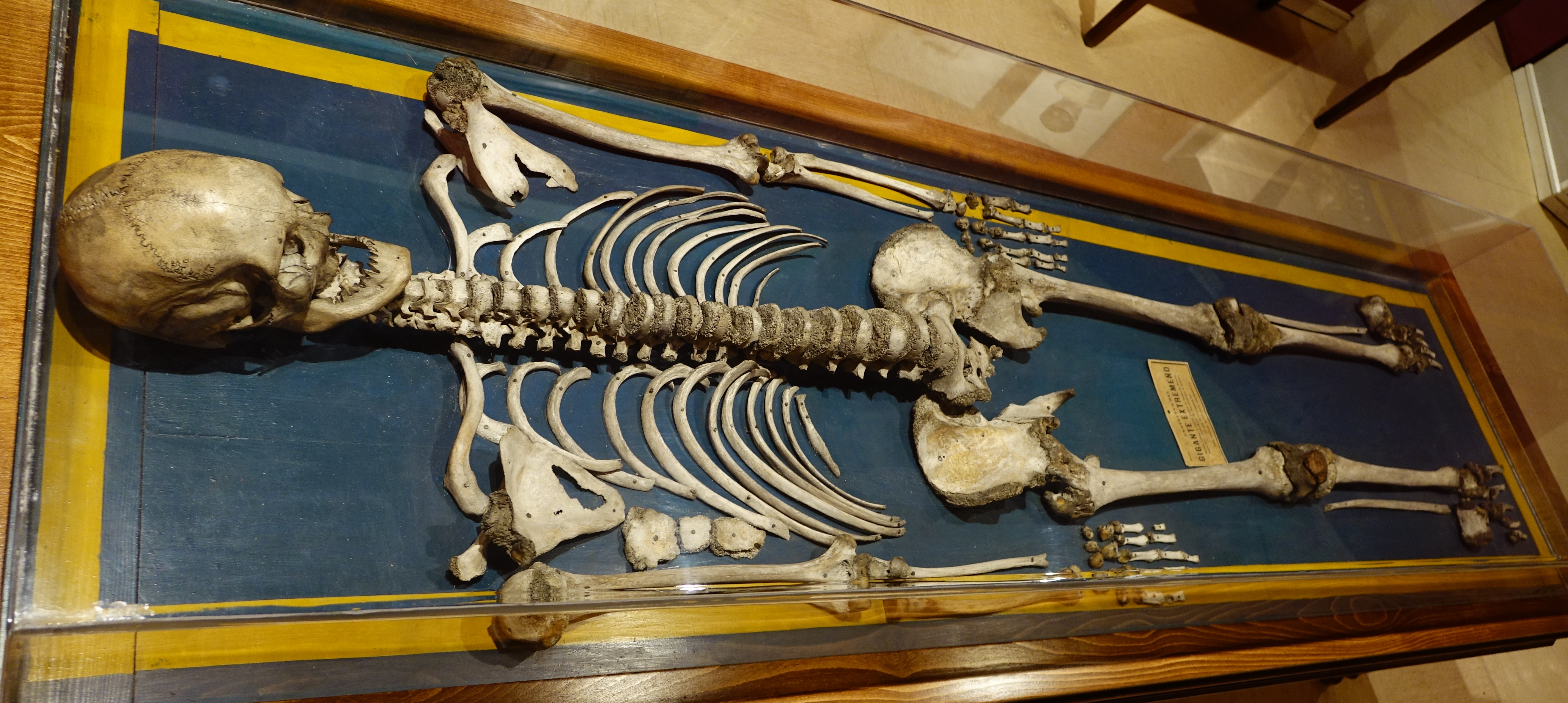
Szkielet Giganta z Estremadury (Agustín Luengo)
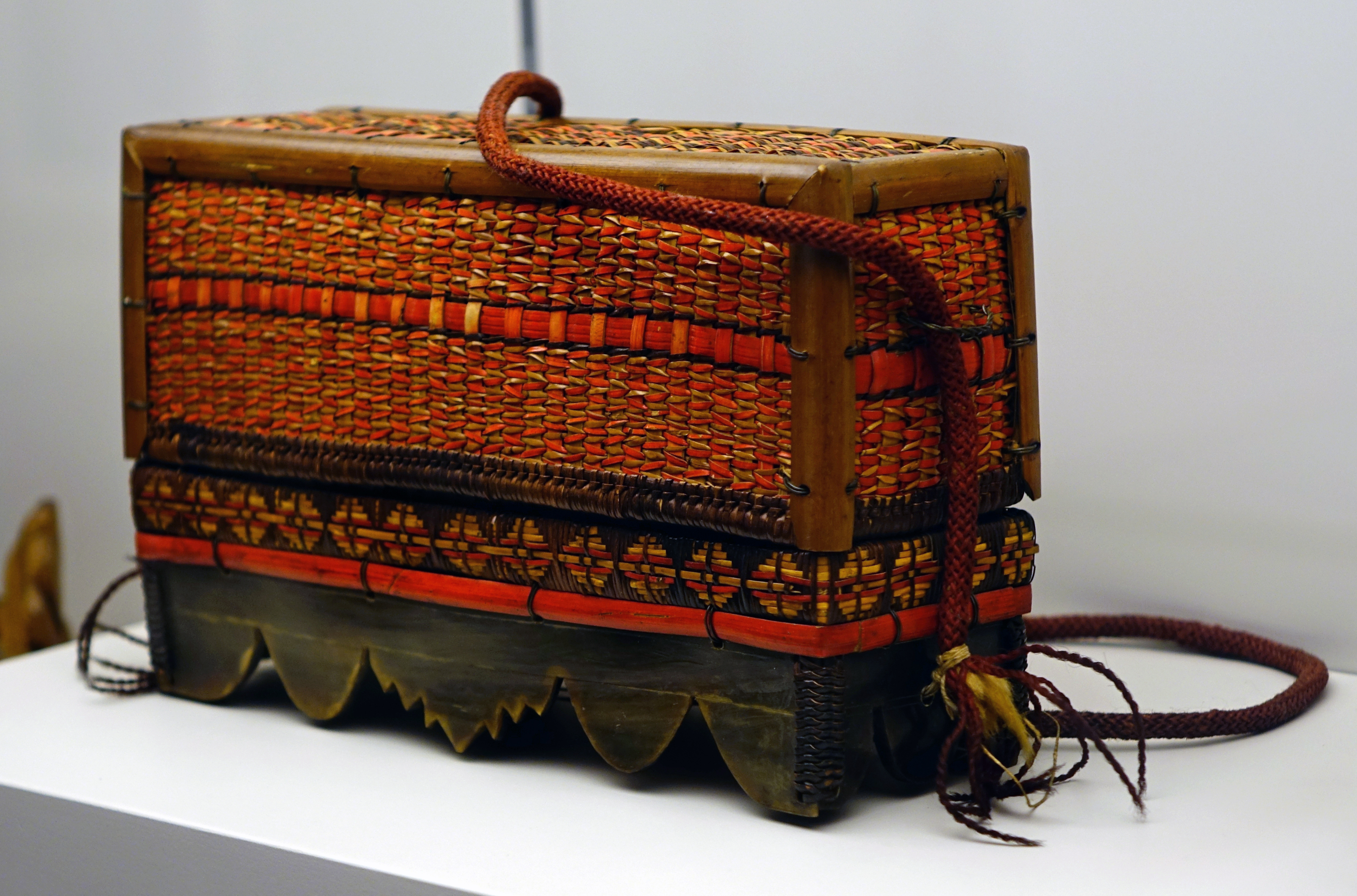
Skrzynka na tytoń i akcesoria do palenia (Filipiny, XIX w.)
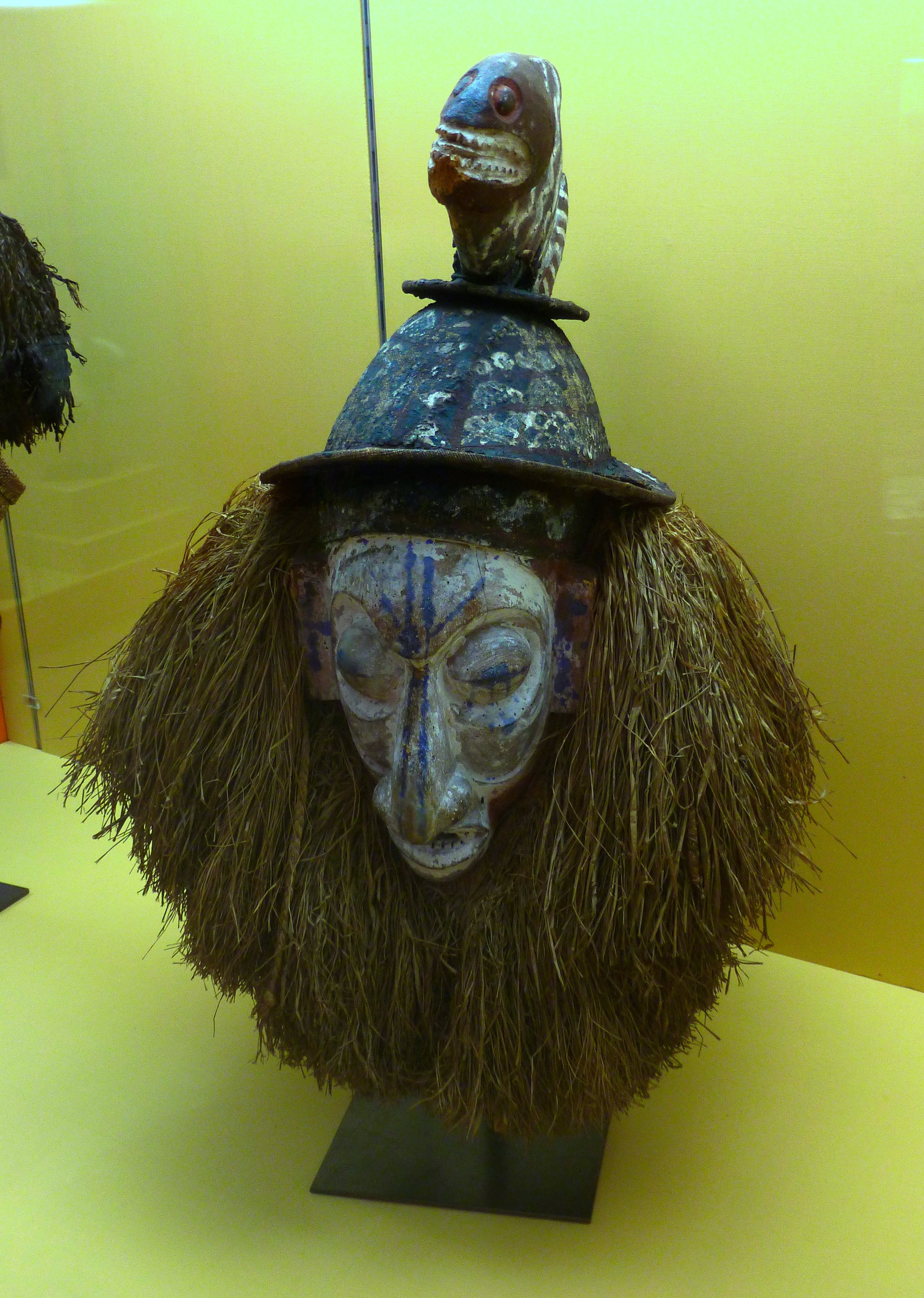
Maska pigmejskiego ludu Aka (teren Demokratycznej Republiki Kongo)
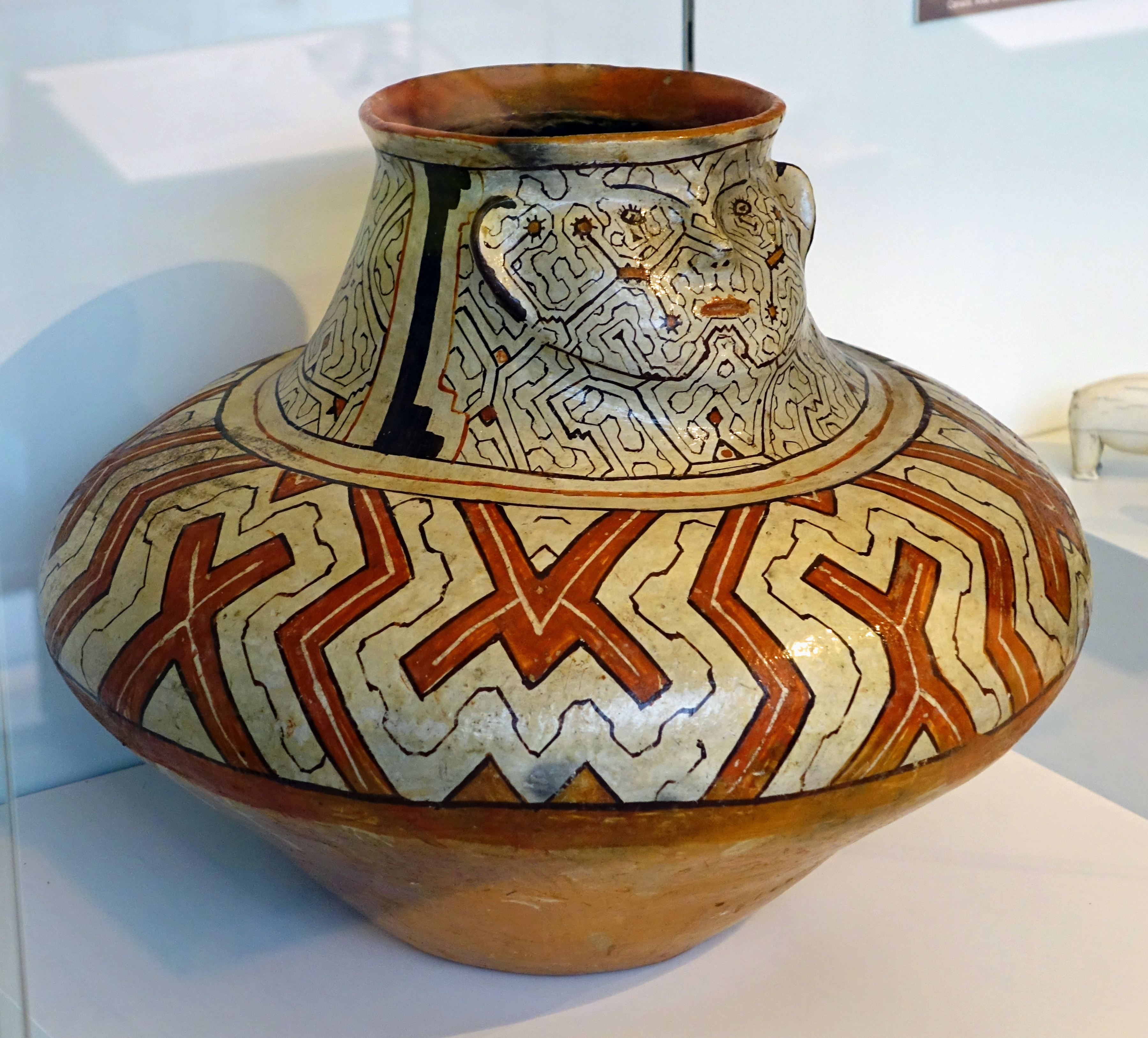
Shomo Ani Bemanaya, rodzaj naczynia ludu Shipibo-Konibo (Amazonia, Peru)